# ビクター・ブラッドニー
ビクター・ブラッドニー（Victor Brudney、1917年 – 2016年4月14日）は、アメリカ合衆国の法学者。ハーバード・ロー・スクール名誉教授。1970年代から1990年代かけてのハーバード・ロー・スクールの重要人物。「米国会社法の巨人」。

## 略歴
ブロンクス生まれ。ニューヨーク市立大学シティカレッジにおいてB.A.及びM.S.を取得後、1940年コロンビア大学においてLL.B.の学位を取得した。
James F. Byrnes判事・Wiley Rutledge判事の法務助手等を経て、
当初はラトガーズ・ロー・スクールで教鞭をとった。ハーバード・ロー・スクール客員教授として同法科大学院に初めて関わった（1970年）後、1971年から1988年まで、ハーバード・ロー・スクール教授を務め、the Robert B. and Candice J. Haas Professor in Corporate Finance Law、ハーバード・ロー・スクール名誉教授の称号を授与された。ボストンカレッジ客員教授も務め（1994年 - 2007年）、同名誉教授の称号を授与された。
その他、イエール大学客員教授、スタンフォード大学客員教授、フォーダム大学客員教授を歴任した。

## 研究
会社法・企業財務の分野における公正（fairness）、平等（equality）、自由（freedom）という基礎的な問題を追求・研究した。

## 門下生
- ロバート・クラーク（en:Robert C. Clark）[1]
- ルシアン・ベブチャック（en:Lucian Bebchuk）[1]